# 木佐貫まや
木佐貫 まや（きさぬき まや、1998年8月16日 - ）は、日本の女性ファッションモデル。
茨城県出身。A.M.Entertainmentと業務提携している。

## 略歴
霞ヶ浦高等学校、文化服装学院ファッション流通科卒業。
フジテレビ系列のリアリティ番組『テラスハウス OPENING NEW DOORS』に出演した。2018年8月入居。同番組出演をきっかけにモデルの仕事に興味を持ち、48th WEEKではモデルとしての仕事風景が映し出されている。
2020年6月にモデル事務所BRAVO所属となる。
2022年9月に独立し、YELF INC.を設立。
2023年8月発売のファッション雑誌『VERY』9月号から同誌に登場し、2024年5月号から専属モデルとして活動する。25歳での専属モデル就任は、同誌史上最年少となった。

## 人物
父親はスリランカ人で、母親は日本人。
夫は経営者。2020年12月24日に結婚し、2021年5月1日に第1子男児の喜平（きっぺい）を出産した。祖父が福岡在住で、夫も福岡出身であることから、2022年8月にヒルトン福岡シーホークで結婚式を挙げた。2023年10月25日に第2子男児の迅（じん）を出産した。

## 出演
- テラスハウス OPENING NEW DOORS（2018年）